# 普里莱普
普里莱普是北马其顿共和国西南部普里萊普市鎮内的城市及行政中心，为该国第四大城市。